# Porroglossum peruvianum
Porroglossum peruvianum är en orkidéart som beskrevs av Herman Royden Sweet. Porroglossum peruvianum ingår i släktet Porroglossum och familjen orkidéer. Inga underarter finns listade i Catalogue of Life.